# アマネウタ
『アマネウタ』は、Suaraの1作目のアルバム。2006年1月25日にフィックスレコードからリリースされた。なお、本ページでは、2010年7月21日にフィックスレコードからSACDハイブリッド盤としてリリースされた同名のリマスター盤についても解説する。

## アマネウタ

### 解説
Suaraのデビュー曲「睡蓮-あまねく花-」と「星座」が収録されている。なお、CD化はテレビアニメ『ToHeart2』主題歌シングル「Hello」のカップリングに収録された「トモシビ」の方が早い。

### 収録曲
1. 睡蓮-あまねく花- [4:35]
作詞：須谷尚子、作曲・編曲：豆田将
  - PCゲームソフト『鎖 -クサリ-』オープニングテーマ。
2. 遠い街 [5:19]
作詞・作曲・編曲：4 Trees Music
3. トモシビ (acoustic version) [4:26]
作詞・作曲：巽明子、編曲：4 Trees Music
  - テレビアニメ『ToHeart2』エンディングテーマのアコースティックアレンジ。
4. 星座 [6:21]
作詞：須谷尚子、作曲・編曲：松岡純也
  - PCゲームソフト『鎖 -クサリ-』エンディングテーマ。
5. 十月雨 [4:22]
作詞：未海、作曲・編曲：松岡純也
6. pray [4:42]
作詞：未海、作曲・編曲：4 Trees Music
7. はじまりの約束 [4:56]
作詞:華音、作曲・編曲:4 Trees Music

## アマネウタ (リマスター盤)

### 解説
- 2006年にリリースされたSuaraのアルバム「アマネウタ」をSACDハイブリッド盤としてリリースしたものである。2006年盤に収録されている7曲に加え、新規曲「天音唄」を収録している。また、「睡蓮-あまねく花-」・「トモシビ (acoustic version)」・「星座」は、2006年盤とはアレンジが異なっている。それ以外の曲についてもリマスタリングが行われている。
- 本アルバムに収録されたリミックスバージョンの「睡蓮-あまねく花-」・「トモシビ (acoustic version)」・「星座」は、2012年発売のアルバム「The Best〜タイアップコレクション〜」Special Discにも「Remix 2010」バージョンとして収録されている[3]。

### 収録曲
1. 睡蓮-あまねく花- [4:35]
作詞：須谷尚子、作曲・編曲：豆田将
2. 遠い街 [5:19]
作詞・作曲・編曲：4 Trees Music
3. トモシビ (acoustic version) [4:26]
作詞・作曲：巽明子、編曲：4 Trees Music
4. 星座 [6:21]
作詞：須谷尚子、作曲・編曲：松岡純也
5. 十月雨 [4:22]
作詞：未海、作曲・編曲：松岡純也
6. pray [4:42]
作詞：未海、作曲・編曲：4 Trees Music
7. はじまりの約束 [4:56]
作詞:華音、作曲・編曲:4 Trees Music
8. 天音唄 [13:15]
作詞：巽明子、作曲・編曲：松岡純也
  - Tr.8の6:08あたりから、シークレットトラックとして星座の一発録りバージョンが収録されている[4]。